# Верхнеярославский сельсовет
Верхнеярославский сельсовет — сельское поселение в Сосновском районе Тамбовской области Российской Федерации.
Административный центр — село Верхняя Ярославка.

## История
Статус и границы сельского поселения установлены Законом Тамбовской области от 17 сентября 2004 года № 232-З «Об установлении границ и определении места нахождения представительных органов муниципальных образований в Тамбовской области».
Законом Тамбовской области от 26 июля 2017 года № 128-З, 7 августа 2017 года были преобразованы, путём их объединения, Верхнеярославский и Фёдоровский сельсоветы — в Верхнеярославский сельсовет с административным центром в селе Верхняя Ярославка.

## Население
| 2010  | 2012  | 2013  | 2014  | 2015  | 2016  | 2017  |
| ----- | ----- | ----- | ----- | ----- | ----- | ----- |
| 1336  | ↘1333 | ↘1268 | ↘1219 | ↘1163 | ↘1112 | ↗1118 |
| 2018  | 2019  | 2020  | 2021  |       |       |       |
| ↗1277 | ↘1236 | ↘1206 | ↗1363 |       |       |       |

## Состав сельского поселения
| №  | Населённый пункт    | Тип населённого пункта       | Население |
| -- | ------------------- | ---------------------------- | --------- |
| 1  | Александровка       | село                         | 19        |
| 2  | Балабаевка          | деревня                      | 2         |
| 3  | Верхняя Ярославка   | село, административный центр | 901       |
| 4  | Новоситовка         | посёлок                      | 14        |
| 5  | Новочеркасовка      | деревня                      | 106       |
| 6  | Новоямское          | село                         | 27        |
| 7  | Отрезы              | деревня                      | 5         |
| 8  | Покрово-Васильевка  | село                         | 252       |
| 9  | Польной Воронеж 1-й | посёлок                      | 27        |
| 10 | Польной Воронеж 2-й | посёлок                      | 26        |
| 11 | Ситовка             | деревня                      | 4         |
| 12 | Стрелки             | деревня                      | 8         |
| 13 | Фёдоровка           | село                         | 255       |

### Упразднённые населённые пункты
2017 год
посёлок Садкино, деревня Головкино